# うりゃおい!!!
『うりゃおい!!!』は、2014年7月2日にavex traxからリリースされたBiSのベスト・アルバム。

## 概要
BiS解散前に発売された作品では最後となるベストアルバム。演奏、ボーカル（最終在籍メンバーによる）ともに再録音したシングル収録曲、アルバム収録曲など15曲と、新曲「ただ泣いて」を含む計16曲を収録。
愛しの愛DOLL BOXセット（AVZD-38987〜8/B〜D）、DELUXE盤（AVCD-38989〜90/B）、CD盤（AVCD-38991）の3タイプがある。DELUXE盤、CD盤は初回限定版と通常版ではジャケット仕様が異なる。

## 仕様

### 愛しの愛DOLL BOXセット（2CD+3DVD+GOODS）
- DISC1:PERFECT BEST [CD]
- DISC2:COVER BEST [CD]
- DISC3:MUSIC CLIP集 [DVD]
- DISC4:BiS in OKINAWA [DVD]
- DISC5:“BiS after all” Tour Documentary [DVD]
- BiSなりのアイドル写真集
- BiSおっぱいマウスパッド(各メンバー・ヴァージョン6種類の内1種類ランダム封入)
- ミニ生写真7枚セット
- 特製ステッカー
- 漫画家、師走の翁がメンバーを描き下ろしたイラストを使用したスペシャルパッケージ。

### DELUXE盤（2CD+DVD）
- DISC1:PERFECT BEST [CD]
- DISC2:COVER BEST [CD]
- DISC3:MUSIC CLIP集 [DVD]
- ミニ生写真(7種ランダム封入)
- 初回特殊ワタシヲアタタメテ...感温スリーブ仕様

### CD盤（CDのみ）
- DISC1:PERFECT BEST [CD]
- ミニ生写真(7種ランダム封入)

## 収録内容

### DISC1：PERFECT BEST [CD]
※全形態
1. Give me your love 全部
作詞：プー・ルイ 作曲・編曲：Buzz 72+
2. BiS
作詞：BiS&どりみ 作曲・編曲：松隈ケンタ
3. 太陽のじゅもん
作詞：MID 作曲：松隈ケンタ・編曲：Schtein&Longer
4. nerve
作詞：久保田洋司 作曲：miifuu・編曲：Schtein&Longer
5. レリビ
作詞：JxSxK 作曲：稲葉洸・編曲：井口イチロウ
6. My Ixxx
作詞：BiS 作曲・編曲：松隈ケンタ
7. primal.
作詞：BiS 作曲・編曲：松隈ケンタ
8. IDOL
作詞：竜宮寺育 作曲・編曲：松隈ケンタ
9. PPCC
作詞：BiS 作曲：松隈ケンタ・編曲：Buzz72+
10. BiSimulation
作詞：BiS 作曲：日高央・編曲：松隈ケンタ
11. DiE
作詞：BiS 作曲・編曲：松隈ケンタ
12. Fly
作詞：BiS 作曲・編曲：松隈ケンタ
13. STUPiG
作詞：BiS 作曲・編曲：上田剛士(AA= / THE MAD CAPSULE MARKETS)
14. primal.2
作詞：BiS 作曲・編曲：松隈ケンタ
15. FiNAL DANCE
作詞：BiS 作曲・編曲：松隈ケンタ
16. ただ泣いて
作詞：BiS／松隈ケンタ 作曲・編曲：松隈ケンタ

### DISC2：COVER BEST [CD]
※愛しの愛DOLL BOXセット・DELUXE盤
1. エレガントの怪物[1]
作詞・作曲：菊地成孔・編曲：Schtein&Longer
2. YAH YAH YAH[2]
作詞・作曲：飛鳥涼・編曲：SCRAMBLES
3. survival dAnce ~no no cry more~[3]
作詞・作曲：小室哲哉・編曲：松隈ケンタ
4. Our Song[4]
作詞：難波章浩・作曲：大沢伸一・編曲：Schtein & Longer
5. デモサヨナラ[5]
作詞・作曲：坂本サトル・編曲：松隈ケンタ
6. あの頃(BiS Kyoushuku version)[6]
作詞・作曲：ふっくん・編曲：松隈ケンタ
7. でんでんぱっしょん[7]
作詞：畑亜貴／もふくちゃん・作曲：玉屋2060％・編曲：松隈ケンタ
8. プライマル。[8]
作詞・作曲：吉井和哉 編曲：松隈ケンタ
9. 好き好き大好き[9] / BiS階段
作詞：戸川純・作曲：吉川洋一郎・編曲：JOJO広重／松隈ケンタ

### DISC3：MUSIC CLIP集 [DVD]
※愛しの愛DOLL BOXセット・DELUXE盤
「BiS」から「ただ泣いて」までのミュージック・ビデオ28本を収録。
1. BiS
2. パプリカ
3. nerve
4. My Ixxx
5. primal.
6. アイドル
7. IDOL
8. PPCC
9. IDOL is DEAD
10. ASH
11. Hitoribochi
12. GET YOU w/Dorothy Little Happy
13. BiSimulation
14. Hide out cut
15. DiE
16. MURA-MURA
17. Fly
18. Hi
19. STUPiG
20. ODD FUTURE -プー・ルイ Ver.-
21. ODD FUTURE -ヒラノノゾミ Ver.-
22. ODD FUTURE -ファーストサマーウイカ Ver.-
23. ODD FUTURE -テンテンコ Ver.-
24. ODD FUTURE -カミヤサキ Ver.-
25. ODD FUTURE -コショージメグミ Ver.-
26. primal.2
27. FiNAL DANCE
28. ただ泣いて

### DISC4：BiS in OKINAWA [DVD]
※愛しの愛DOLL BOXセットのみ

全編沖縄ロケによる、ビキニ姿やプライベートショットなどを収録。

### DISC5：“BiS after all” Tour Documentary [DVD]
※愛しの愛DOLL BOXセットのみ

2013年12月〜2014年2月にかけて行われた全国ツアー「BiS after all」に密着したドキュメンタリー映像。

## グッズ

### BiSなりのアイドル写真集
※愛しの愛DOLL BOXセットのみ

全編沖縄ロケによるビーチでのビキニ姿やプライベートショットが掲載された写真集（100P）。

### 特製BiSおっぱいマウスパッド
※愛しの愛DOLL BOXセットのみ

各メンバー・ヴァージョン6種類の内1種類ランダム封入。

### ミニ生写真
愛しの愛DOLL BOXセットは7種セット、DELUX盤・CD盤はランダムで1枚封入（初回盤のみ）

### 特製ステッカー
※愛しの愛DOLL BOXセットのみ